# Oslomej (kommun)
Oslomej (makedonska: Општина Осломеј, albanska: Komuna e Osllomejit, turkiska: Oslomey Belediyesi) var en kommun i Nordmakedonien. Den bildades 1996 men slogs samman med Kičevo 2013. Den låg i det som nu är Kičevo i den västra delen av landet, 50 kilometer sydväst om huvudstaden Skopje. Antalet invånare var 10 420 vid folkräkningen 2002.